# João Jorge de Pontes Vieira
João Jorge de Pontes Vieira (Maranguape, 14 de junho de 1894 — Fortaleza, 26 de julho de 1944) foi um político brasileiro. Exerceu o mandato de deputado federal constituinte pelo Ceará em 1934.